# Научно-фантастическая комедия
Научная фантастическая комедия или комедийная научная фантастика — поджанр научной фантастики или научного фэнтези, который использует черты научной фантастики для комедийного эффекта. Жанр часто высмеивает стандартные научно-фантастические соглашения, концепции и тропы, такие как вторжение пришельцев на Землю, межзвездный полёт или футуристические технологии. Это также может высмеивать и критиковать нынешнее общество.
Ранним примером была серия Генри Каттнера и Артура К. Барнса Pete Manx (иногда пишется вместе, а иногда и по отдельности, под домашним псевдонимом Кельвин Кент), опубликованная в журнале Thrilling Wonder Stories в конце 1930-х и начале 1940-х годов. В сериии был показан путешествующий во времени карнавальный лакер, который использует свои способности мошенника, чтобы выбраться из неприятностей. Две более поздние серии укрепили репутацию Каттнера как одного из самых популярных ранних писателей научной фантастики комиксов: серия Gallegher (о пьяном изобретателе и его нарциссическом роботе) и серия Hogben (о семье деревенщин-мутантов). Первая появилась в Astounding Science Fiction в 1943 и 1948 годах и была собрана в твёрдом переплете как Robots Have No Tails (Gnome, 1952), а вторая появилась в Thrilling Wonder Stories в конце 1940-х годов.
В 1950-х годах авторами, вносящииии свой вклад в поджанр, являются: Альфред Бестер, Гарри Гаррисон, Сирил Корнблат, Фредерик Пол и Роберт Шекли.
«Автостопом по галактике» — серия романов в жанре научно-фантастической комедии, написанная Дугласом Адамсом. Сначала это была радиокомедия, траслировавшаяся на BBC Radio 4 в 1978 году. Позже она была преобразована в другие форматы, включая сценические шоу, романы, комиксы, телесериал, компьютерная игра и фильм. Серия стала международным мультимедийным феноменом; романы являются наиболее широко распространёнными, к 2005 году они были переведены на более чем 30 языков.
Роман Терри Пратчетта Strata также является примером жанра научно-фантастической комедии.